# アルベルト・クラウデ
アルベルト・クラウデ（Albert Claude、1899年8月24日 - 1983年5月22日）はベルギーの細胞生物学者。細胞の構造と機能に関する発見により、クリスチャン・ド・デューブ、ジョージ・エミール・パラーデとともに1974年度のノーベル生理学・医学賞を受賞した。

## 生涯
リュクサンブール州 Longlier に生まれ、リエージュ大学で医学を学んだ。1928年から29年の冬にかけて、彼はベルリンに移り、始めはガン研究所、次にダーレムのカイザー・ウィルヘルム生物学研究所で研究を行った。1929年の夏からはロックフェラー研究所に在籍した。1930年代から40年代にかけてロックフェラー大学で働いている時、彼は電子顕微鏡で細胞の観察を行い、細胞の構造や機能に関する科学的な理解を深める仕事をした。彼はまた密度によって細胞小器官を分画する分画遠心法の原理を考案した。
1930年、クラウデは画期的な細胞分画法を考案した。細胞膜が壊れて内容物が溶出するように細胞をすり潰し、濾過して細胞膜を取り除き、質量によって分画されるように遠心分離に供するというものである。彼は遠心で得られた液を特定の質量ごとの画分に分け、特定の画分が特定の細胞小器官を含んでいることを発見した。
1949年から1970年まで、ブリュッセル自由大学の Jules Bordet 研究所の所長を務めた。

## 受賞歴
- 1970年 - コロンビア大学よりルイザ・グロス・ホロウィッツ賞（ジョージ・エミール・パラーデ、Keith R. Porterと共に）
- 1971年 - パウル・エールリヒ&ルートヴィヒ・ダルムシュテッター賞
- 1974年 - ノーベル生理学・医学賞